# Jaime García
Jaime García Cruz (Madrid, 3 de outubro de 1910 - 16 de maio de 1959) foi um ginete espanhol, especialista em saltos, medalhista olímpico. 

## Carreira
Jaime García representou seu país nos Jogos Olímpicos de Verão de 1948 e 1952, na qual conquistou a medalha de prata nos saltos por equipes, em 1948.